# Duivekater

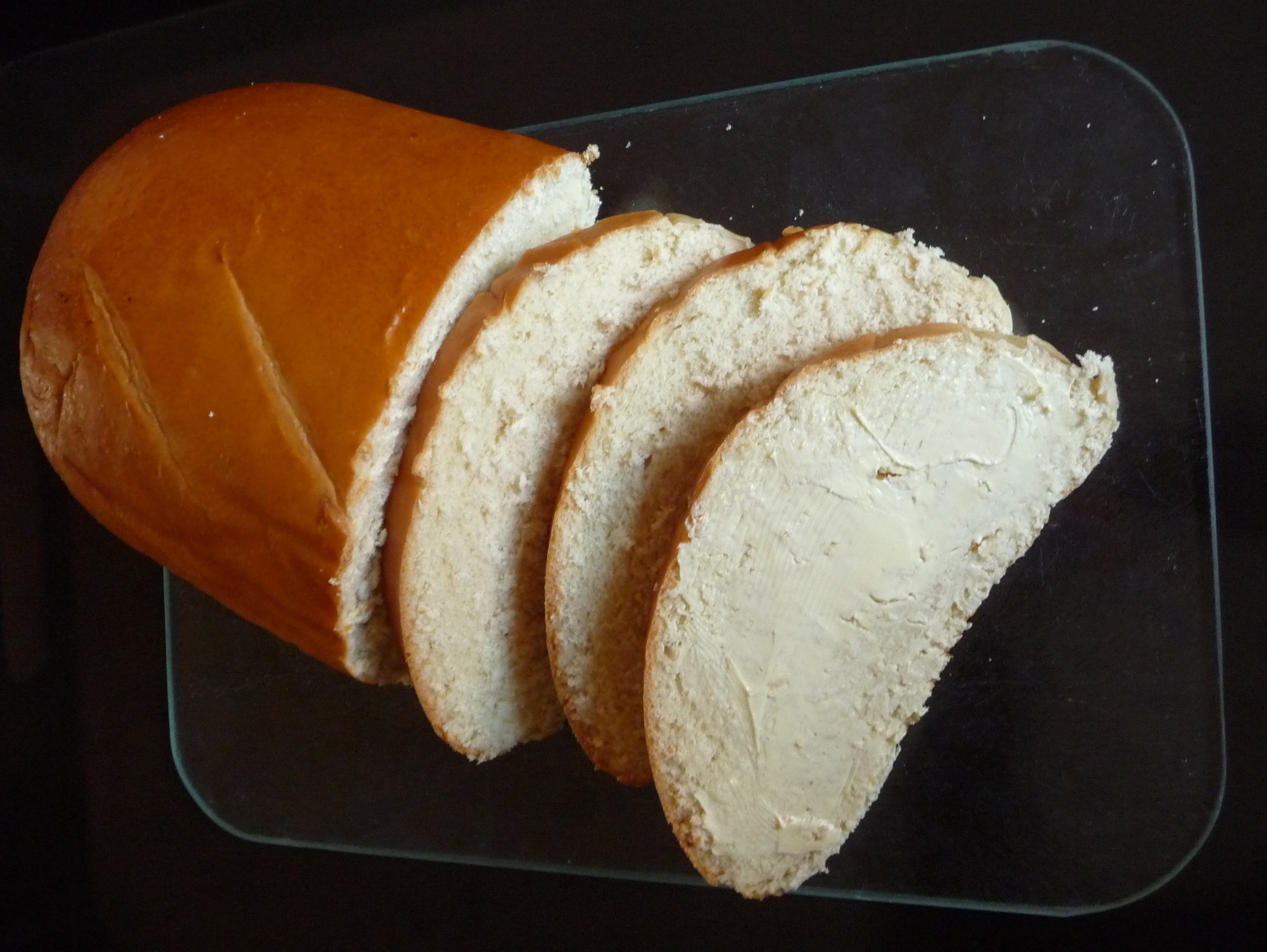
Duivekater untado con mantequilla

Duivekater o deuvekater es un pan festivo tradicional, que se hornea principalmente en la región al norte de Ámsterdam (Nieuwendam , IJmond y Zaanstreek). Es un pan blanco dulce, de forma ovalada y alargada, que se come en Semana Santa, pentecostés y Navidad. El auténtico duivekater de North Amsterdam o Zaanse es un llamado vloerbrood (traducible como 'pan de suelo, de piso'), que es un nombre genérico para aquellos panes holandeses que han sido horneados sobre una base (una placa, por ejemplo), y no en un molde. En el museo de la panadería 'In de Gecroonde Duyvekater' en Zaanse Schans, se venden duivekater de dos panaderos diferentes de Zaanse, cada uno según su propia receta. El pintor neerlandés Jan Steen representa un duivekater en dos de sus pinturas. En muchos lugares, el duivekater solo se come en Semana Santa. El nombre duivekater probablemente se deriva de un dialecto protogermánico remanente, a saber, deuvels kakor ('pastel del diablo').

## Elaboración
La receta se ha mantenido relativamente sin cambios durante muchos cientos de años y se diferencia principalmente del vloerbrood normal debido al método de preparación y la adición de mantequilla caliente, ralladura de limón y leche. Una característica llamativa del duivekater es la corteza muy fina y blanda, que da la impresión de que la masa se hornea a alta temperatura tras una larga fermentación. Muchos panaderos dicen tener la receta original, pero el duivekater es tan antiguo que es imposible saberlo. El duivekater moderno puede incluso saber mejor de lo que solía ser, ya que las técnicas de molienda y las harinas blancas son mejores que hace unos 100 años.
No hace mucho tiempo, este pan era conocido en general, ahora todavía se encuentra en algunos lugares en el norte de Holanda (especialmente en la región de Zaan) y el oeste de Flevolanda. Una forma de comer el duivekater es rebanarlo y untarle mantequilla, acompañado de una taza de té caliente.
- Datos: Q15943298
- Multimedia: Duivekater / Q15943298